# Rémi Feutrier

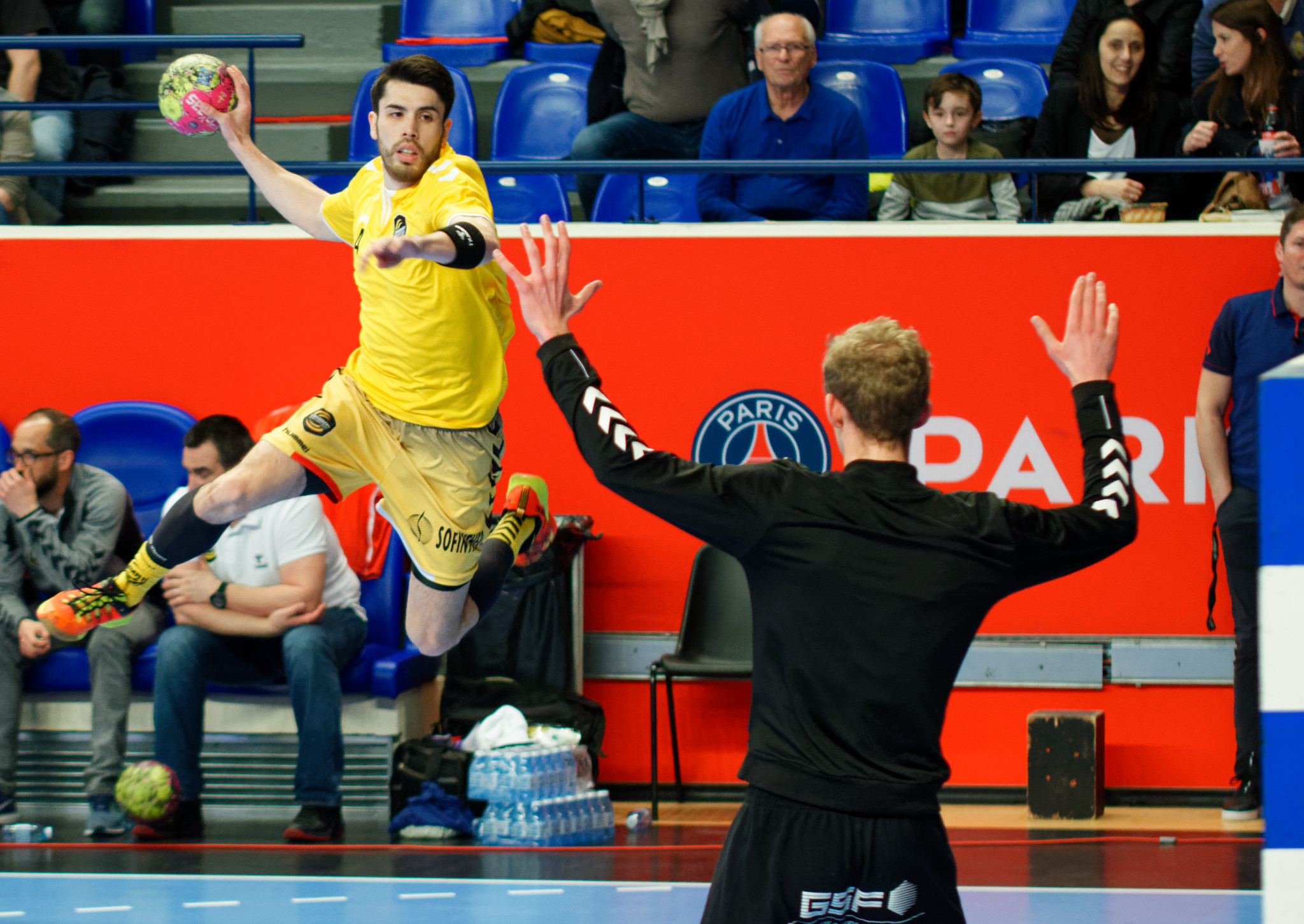
Rémi Feutrier à l'échauffement, le 15 mars 2017.

Rémi Feutrier ou Rémi Anri Doi (土井 杏利, Doi Anri), né le 28 septembre 1989 à Paris, est un joueur de handball franco-japonais évoluant au poste d'ailier gauche. Il joue actuellement au Zeekstar Tokyo, au Japon, et en équipe nationale japonaise.

## Biographie

### Enfance et jeunesse au Japon
Né à Paris d'une mère japonaise et d'un père français, Rémi Feutrier quitte la France à trois ans pour le Japon. C'est là-bas qu'il découvre à neuf ans le handball, mais le handball y est très peu développé et structuré et c'est par la filière scolaire (écoles et universités) qu'il pratique le handball de compétition. Il évolue notamment dans l'équipe de l'Université japonaise des sciences du sport (日本体育大学, Nippon taiiku daigaku), abrégé en 日体大 (Nittaidai), basée à Tokyo et Yokohama, où il étudie. Après quelques sélections chez les jeunes avec l'équipe nationale du Japon, il se blesse au genou et ne peut donc pas répondre aux offres des clubs pros.

### Carrière en France
Abandonnant tout idée de percer dans le handball, il décide en 2012 de rejoindre la France pour y découvrir une autre langue et une autre culture et choisit de rejoindre Chambéry car la ville possède une école franco-japonaise et surtout le club de handball du Chambéry Savoie Handball où ont évolué ses deux idoles, Jackson Richardson et surtout Stéphane Stoecklin, qui a évolué au Japon de 1998 à 2003. Ses pépins physiques semblant terminés, il décide de reprendre le handball « tranquillement » et frappe donc à la porte du CSH, où il obtient le droit de s'entraîner avec le centre de formation, qui évolue alors en Nationale 1, le troisième échelon national.
Après des débuts difficiles notamment liés à la barrière de la langue, aux différences culturelles entre les deux pays et à un changement de poste (alors qu'il évoluait arrière au Japon, sa taille, 1,78 m, est plutôt adaptée à un poste d'ailier en France), il prend peu à peu confiance et réalise de bonnes performances au point que Chambéry Savoie Handball lui propose un premier contrat professionnel en juin 2013. Puis, en 2015, il prolonge son contrat avec le club savoyard pour deux saisons supplémentaires.
En décembre 2015, il est convoqué en équipe nationale du Japon pour participer au Championnat d'Asie 2016. Feutrier et les Japonais terminent à la 3e place de la compétition après avoir notamment battu la Corée du Sud et obtiennent ainsi leur qualification pour le Championnat du monde 2017 en France, où ils se classent finalement 22e.
En fin de contrat au CSMBH où il est peu utilisé par l'entraîneur Ivica Obrvan, il s'engage pour deux saisons avec Chartres le 22 février 2017. Il y retrouve ses coéquipiers de Chambéry Edin Bašić et Grégoire Detrez, eux aussi recrutés par Chartres.

### Retour au Japon
Voyant la fin de son contrat avec Chartres arriver, il envisage dans un premier temps de poursuivre sa carrière en Europe. Il choisit finalement de retourner au Japon afin de participer le plus régulièrement possible aux stages de la sélection nationale pour préparer au mieux les Jeux Olympiques de Tokyo. Le 11 juin 2019, l'Osaki OSOL, club de première division japonaise basé à Miyoshi, annonce officiellement son recrutement. L'équipe est soutenue par Osaki Electric Group, fabricant de matériels électriques.
Le 14 mai 2021, il rejoint le Zeekstar Tokyo, autre club de première division. Le 4 août 2021, il annonce sa retraite internationale via son compte Instagram après la 11ème place du Japon aux Jeux olympiques 2020.

## Palmarès

### En club
- Demi-finaliste de la Coupe de l'EHF (C3) (1) : 2016
- Vainqueur du Championnat de France D2(1) : 2019

### En équipe nationale
- médaille de bronze au Championnat d'Asie 2016
- 22e place au Championnat du monde 2017
- 24e place au Championnat du monde 2019
- médaille de bronze au Championnat d'Asie 2020
- 11e place aux Jeux olympiques 2020

### Distinctions individuelles
- Sélectionné pour le Hand Star Game 2017[10]